# Opium (Moonspell)
Opium è un singolo della band gothic metal portoghese Moonspell, da cui è stato ricavato l'omonimo videoclip.
La canzone proviene dall'album Irreligious.

## Tracce
Testi di Fernando Ribeiro, musiche di Moonspell.
1. Opium (Radio edit) – 2:51
2. Raven Claws – 3:17
3. Ruin & Misery – 3:50
4. Opium (Album version) – 2:47

## Formazione
- Ares (João Pedro) – basso
- Mike (Miguel Gaspar) – batteria
- Ricardo Amorim – chitarra
- Pedro Paixão – tastiere
- Fernando Ribeiro – voce